# Исфахан
Исфахан или Есфахан (перс. اصفهان) је град Ирану у покрајини Исфахан. После Техерана је највећи град у Ирану. Према попису из 2006. у граду је живело 1.602.110 становника. Есфахан има приближно 2,0 милиона становника, што га чини трећим највећим градом у Ирану након Техерана и Машхада, мада је некада био један од највећих градова на свету. Познат је по бројним грађевинама из ранијих векова, нарочито Чехел сотун палати и мосту. Овековечен је и на наличју нове новчанице од 20.000,00 иранских ријала.
Есфахан је важан град, јер се налази на пресеку два главна правца север-југ и исток-запад кроз Иран. Исфахан је цветао од 1050. до 1722. године, посебно у 16. и 17. веку под династијом Сафавида када је по други пут у својој историји постао главни град Персије за време шаха Абаса Великог. Чак и данас град задржава већи део своје некадашње славе.
Познат је по персо-исламској архитектури, великим булеварима, наткривеним мостовима, палатама, поплочаним џамијама и мунарама. Есфахан такође има много историјских зграда, споменика, слика и артефаката. Слава Исфахана довела је до персијске пословице „Esfahān nesf-e-jahān ast“: Исфахан је пола света.

## Географија
Град лежи у зеленој долини Зајанде-Руд, у подножју планинског масива Загрос. Исфахан ужива умерену климу и редовите смене годишњих доба уз угодне северне ветрове током целе године. Јужни и западни прилази Исфахану су планински, а са севера и истока је окружен плодним долинама.

### Хидрографија
Постоји вештачка мрежа канала чије се компоненте зову Мади, а које су изграђене током владавине династије Сафавид за усмеравање воде из реке „Зајандех Роуд” у различите делове града. Дизајнирао ју је шеик Бахај, инжењер шаха Абаса. Ова мрежа има 77 мадиса на северном делу и 71 на јужном делу. Године 1993, ова вековна мрежа обезбедила је 91% пољопривредних потреба за водом, 4% индустријских потреба и 5% градских потреба. У 2018. години је ископано 70 бунара како би се избегле несташице воде.

### Клима
Смештен на 1.590 m (5.217 ft) надморске висине на источној страни планина Загрос, Исфахан има хладну пустињску климу (Кепен BWk). Не постоје геолошке препреке у кругу од 90 kilometres (56 miles) северно од Исфахана, што омогућава да дувају хладни ветрови из овог правца. Упркос својој надморској висини, Исфахан остаје врућ током лета, са максимумима типично око 35 °C (95 °F). Међутим, са ниском влажношћу и умереним температурама ноћу, клима је прилично пријатна. Током зиме дани су прохладни, а ноћи могу бити врло хладне. Снег пада у просеку 7,8 дана сваке зиме. Река Зајанде започиње у планинама Загрос, тече са запада кроз срце града, а затим се распршује у мочвари Гавкоуни. Садња маслина у граду је економски исплатива, јер је компатибилна са недостатком воде.
| Клима Исфахана (1961–1990, екстреми 1951–2010)       | Клима Исфахана (1961–1990, екстреми 1951–2010) | Клима Исфахана (1961–1990, екстреми 1951–2010) | Клима Исфахана (1961–1990, екстреми 1951–2010) | Клима Исфахана (1961–1990, екстреми 1951–2010) | Клима Исфахана (1961–1990, екстреми 1951–2010) | Клима Исфахана (1961–1990, екстреми 1951–2010) | Клима Исфахана (1961–1990, екстреми 1951–2010) | Клима Исфахана (1961–1990, екстреми 1951–2010) | Клима Исфахана (1961–1990, екстреми 1951–2010) | Клима Исфахана (1961–1990, екстреми 1951–2010) | Клима Исфахана (1961–1990, екстреми 1951–2010) | Клима Исфахана (1961–1990, екстреми 1951–2010) | Клима Исфахана (1961–1990, екстреми 1951–2010) |
| Показатељ \ Месец                                    | .Јан.                                          | .Феб.                                          | .Мар.                                          | .Апр.                                          | .Мај.                                          | .Јун.                                          | .Јул.                                          | .Авг.                                          | .Сеп.                                          | .Окт.                                          | .Нов.                                          | .Дец.                                          | .Год.                                          |
| ---------------------------------------------------- | ---------------------------------------------- | ---------------------------------------------- | ---------------------------------------------- | ---------------------------------------------- | ---------------------------------------------- | ---------------------------------------------- | ---------------------------------------------- | ---------------------------------------------- | ---------------------------------------------- | ---------------------------------------------- | ---------------------------------------------- | ---------------------------------------------- | ---------------------------------------------- |
| Апсолутни максимум, °C (°F)                          | 20,4 (68,7)                                    | 23,4 (74,1)                                    | 29,0 (84,2)                                    | 32,0 (89,6)                                    | 37,6 (99,7)                                    | 41,0 (105,8)                                   | 43,0 (109,4)                                   | 42,0 (107,6)                                   | 39,0 (102,2)                                   | 33,2 (91,8)                                    | 26,8 (80,2)                                    | 21,2 (70,2)                                    | 43,0 (109,4)                                   |
| Максимум, °C (°F)                                    | 8,8 (47,8)                                     | 11,9 (53,4)                                    | 16,8 (62,2)                                    | 22,0 (71,6)                                    | 28,0 (82,4)                                    | 34,1 (93,4)                                    | 36,4 (97,5)                                    | 35,1 (95,2)                                    | 31,2 (88,2)                                    | 24,4 (75,9)                                    | 16,9 (62,4)                                    | 10,8 (51,4)                                    | 23,0 (73,4)                                    |
| Просек, °C (°F)                                      | 2,7 (36,9)                                     | 5,5 (41,9)                                     | 10,4 (50,7)                                    | 15,7 (60,3)                                    | 21,3 (70,3)                                    | 27,1 (80,8)                                    | 29,4 (84,9)                                    | 27,9 (82,2)                                    | 23,5 (74,3)                                    | 16,9 (62,4)                                    | 9,9 (49,8)                                     | 4,4 (39,9)                                     | 16,2 (61,2)                                    |
| Минимум, °C (°F)                                     | −2,4 (27,7)                                    | −0,2 (31,6)                                    | 4,5 (40,1)                                     | 9,4 (48,9)                                     | 14,2 (57,6)                                    | 19,1 (66,4)                                    | 21,5 (70,7)                                    | 19,8 (67,6)                                    | 15,1 (59,2)                                    | 9,3 (48,7)                                     | 3,6 (38,5)                                     | −0,9 (30,4)                                    | 9,4 (48,9)                                     |
| Апсолутни минимум, °C (°F)                           | −19,4 (−2,9)                                   | −12,2 (10)                                     | −8 (18)                                        | −4 (25)                                        | 4,5 (40,1)                                     | 10,0 (50)                                      | 13,0 (55,4)                                    | 11,0 (51,8)                                    | 5,0 (41)                                       | 0,0 (32)                                       | −8 (18)                                        | −13 (9)                                        | −19,4 (−2,9)                                   |
| Количина падавина, mm (in)                           | 17,1 (0,673)                                   | 14,1 (0,555)                                   | 18,2 (0,717)                                   | 19,2 (0,756)                                   | 8,8 (0,346)                                    | 0,6 (0,024)                                    | 0,7 (0,028)                                    | 0,2 (0,008)                                    | 0,0 (0)                                        | 4,1 (0,161)                                    | 9,9 (0,39)                                     | 19,6 (0,772)                                   | 112,5 (4,429)                                  |
| Дани са падавинама (≥ 1.0 mm)                        | 4,0                                            | 2,9                                            | 3,8                                            | 3,5                                            | 2,0                                            | 0,2                                            | 0,3                                            | 0,1                                            | 0,0                                            | 0,8                                            | 2,2                                            | 3,7                                            | 23,5                                           |
| Дани са снегом                                       | 3,2                                            | 1,7                                            | 0,7                                            | 0,1                                            | 0,0                                            | 0,0                                            | 0,0                                            | 0,0                                            | 0,0                                            | 0,0                                            | 0,2                                            | 1,9                                            | 7,8                                            |
| Релативна влажност, %                                | 60                                             | 51                                             | 43                                             | 39                                             | 33                                             | 23                                             | 23                                             | 24                                             | 26                                             | 36                                             | 48                                             | 57                                             | 39                                             |
| Сунчани сати — месечни просек                        | 205,3                                          | 213,3                                          | 242,1                                          | 244,5                                          | 301,3                                          | 345,4                                          | 347,6                                          | 331,2                                          | 311,6                                          | 276,5                                          | 226,1                                          | 207,6                                          | 3.252,5                                        |
| Извор #1: NOAA                                       |                                                |                                                |                                                |                                                |                                                |                                                |                                                |                                                |                                                |                                                |                                                |                                                |                                                |
| Извор #2: Iran Meteorological Organization (records) |                                                |                                                |                                                |                                                |                                                |                                                |                                                |                                                |                                                |                                                |                                                |                                                |                                                |

## Становништво
Према попису, у граду је 2006. живело 1.602.110 становника.
| 1986.   | 1991.     | 1996.     | 2006.     |
| ------- | --------- | --------- | --------- |
| 986.753 | 1.127.030 | 1.266.072 | 1.602.110 |

## Партнерски градови
Исфахан има партнерске односе са:
- Баалбек[14]
- Барселона[15]
- Катманду
- Каиро
- Дакар
- Фиренца
- Фрајбург
- Хавана
- Хајдерабад
- Јаши
- Истанбул[16][17]
- Куала Лумпур[18]
- Кувајт
- Лахор
- Венеција
- Си'ан
- Јереван[19]
- Санкт Петербург[20]